# Phaonia mimofausta
Phaonia mimofausta este o specie de muște din genul Phaonia, familia Muscidae, descrisă de Ma și Wu în anul 1989. Conform Catalogue of Life specia Phaonia mimofausta nu are subspecii cunoscute.